# سیاهرگ باب کبدی
سیاهرگ باب کبدی یا سیاهرگ دروازه‌ای یا ورید باب یا سیاهرگ باب (به انگلیسی: Portal vein)، نام به اصطلاح سیاهرگی که خون را از روده و طحال به کبد می‌آورد و مواد مغذی حمل شده از روده را به سلولهای کبدی می‌رساند. سیاهرگ باب معمولاً از یکی شدن ورید مزانتریک فوقانی و سیاهرگ طحالی ایجاد می‌شود. گاه سیاهرگ‌های روده‌بندی زیرین، سیاهرگ شکمی (گاستریک) و سیاهرگ کیسه‌ای (سیستیک) نیز به سیاهرگ باب می‌ریزند.
سیاهرگ دروازه‌ای مهم‌ترین منشأ دستگاه دروازه‌ای است. هر چند خون سیاهرگ دروازه‌ای پس از عبور از کبد به سیاهرگ بزرگ زیرین می‌ریزد، ولی پیوندهایی بین این دو سیاهرگ مثلاً در بخش پایینی مری و دور ناف وجود دارد که در افزایش فشار دروازه‌ای مثلاً در بیماری سیروز کبدی اهمیت زیادی دارد و محل ایجاد واریس است.